# Marina Heib
Marina Heib (* 1960 in St. Ingbert) ist eine deutsche Schriftstellerin und Drehbuchautorin.

## Leben
Marina Heib hat in Tübingen und Saarbrücken Orientalistik und Philosophie studiert. Nach dem Studium absolvierte sie zunächst ein Volontariat bei der Zeitschrift Cinema und schrieb danach für verschiedene Zeitungsredaktionen. Nach einer beruflichen Laufbahn als Journalistin wechselte sie zum Fernsehen und arbeitet seit dem Jahr 2000 als Drehbuchautorin für verschiedenste Serien.
2006 erschien ihr erster Kriminalroman um Kommissar Christian Beyer; seitdem hat sie mehrere Krimis, Thriller und Kurzgeschichten verfasst. Ihre ersten Romane sind im Piper Verlag erschienen, bis sie 2017 zu Heyne wechselte.
Marina Heib lebt und arbeitet seit 1988 in Hamburg.

## Werk (Auswahl)

### Christian-Beyer-Reihe
- Weißes Licht. Piper Verlag, München 2006, ISBN 978-3-492-27124-0 (Neuauflage unter dem Titel Der Bestatter, Piper Verlag, München 2011, ISBN 978-3-492-27206-3).
- Eisblut. Piper Verlag, München 2007, ISBN 978-3-492-27143-1.
- Tödliches Ritual. Piper Verlag, München 2009, ISBN 978-3-492-27160-8.
- Puppenspiele. Piper Verlag, München 2010, ISBN 978-3-492-25956-9.
- Parasiten. Piper Verlag, München 2011, ISBN 978-3-492-27300-8.

### Thriller
- Animus. Piper ebooks, München 2012, ISBN 978-3-492-96041-0.
- Drei Meter unter Null, Heyne Encore, München 2017, ISBN 978-3-453-27111-1.
- Die Stille vor dem Sturm, Pendragon, Bielefeld 2019, ISBN 978-3865326577